# 城厢镇 (巫溪县)
城厢镇，是中华人民共和国重庆市巫溪县下辖的一个乡镇级行政单位。

## 行政区划
城厢镇下辖以下地区：
白新社区、城北村、渔渡村、白泉村、酒泉村、杨坪村、小井村、双城村、环宁村、门洞村、五新村、新农村、新坪村、城哨村、杨家村和竹阳村。